# Університет Ланкастера
Університет Ланкастера (англ. Lancaster University) — один із найкращих сучасних дослідницьких університетів Великої Британії.
Заснований в 1964 році. В університеті навчаються понад 10 000 студентів, причому 18 % становлять іноземці.
Університет Ланкастера складається з 5 факультетів:
- економіки підприємства
- інженерних наук
- суспільних наук
- мистецтв і гуманітарних наук
- школа менеджменту.

Рівень навчання в Університеті Ланкастера дуже високий. Деякі факультети, як-от «Бізнес і менеджмент», «Фізика», «Соціологія і статистика», отримали вищу оцінку 5 у рейтингу британської освіти. Lancaster University Management School займає 3-тє місце у Великій Британії і 39-те — у світовому рейтингу бізнес-шкіл (2005). Бізнес-школа пропонує різні програми у сфері економіки, зокрема програму MBA.

## Галерея

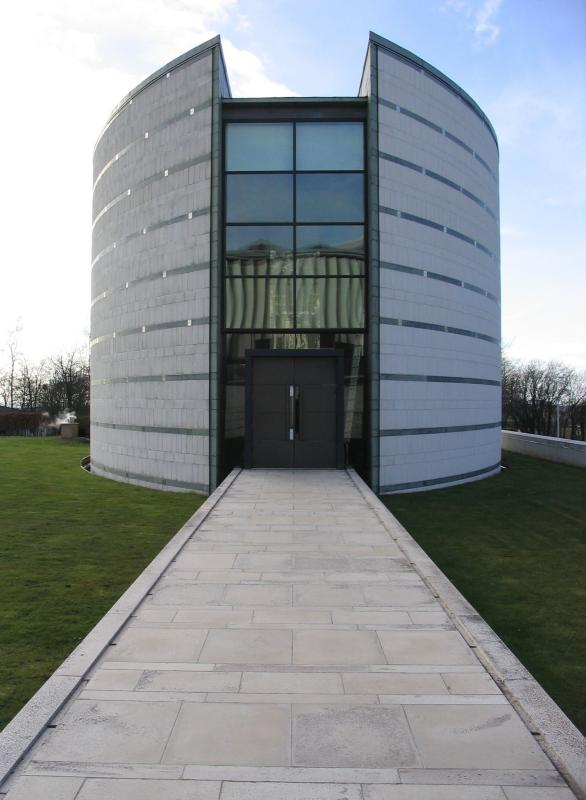
Бібліотека
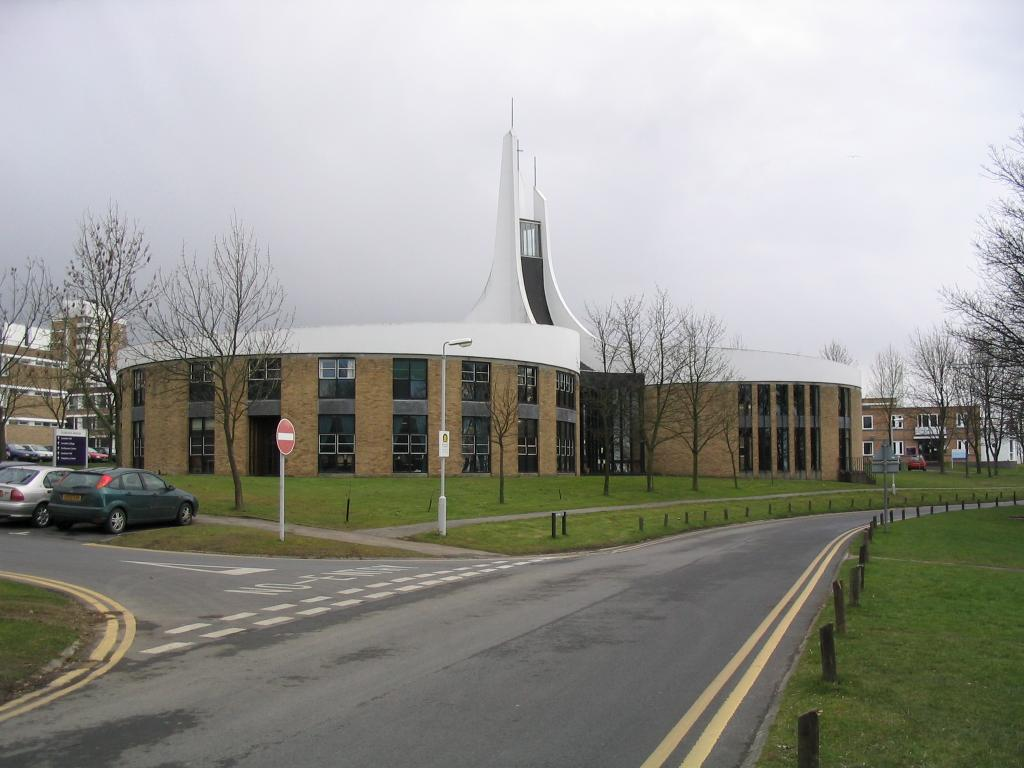
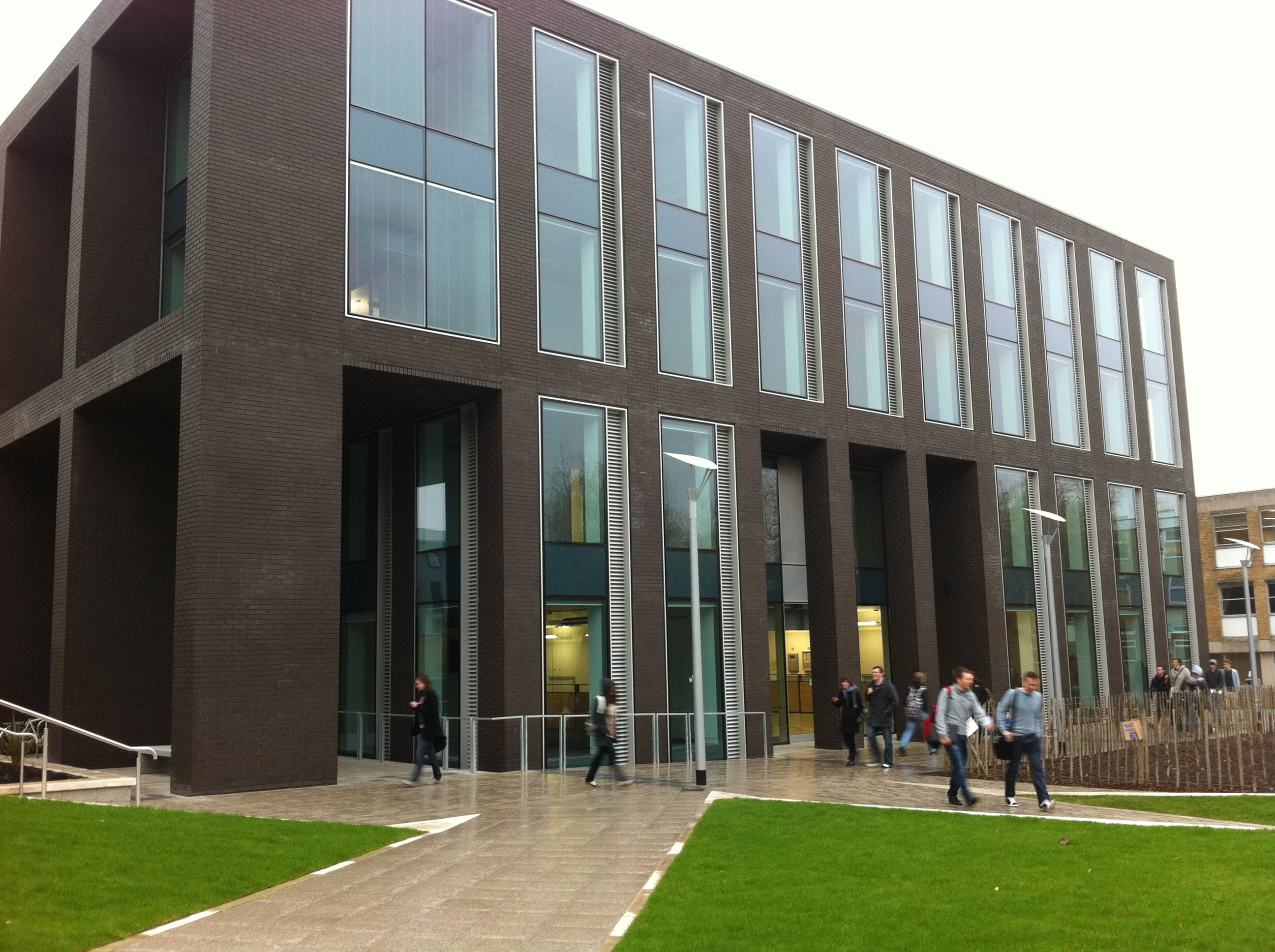
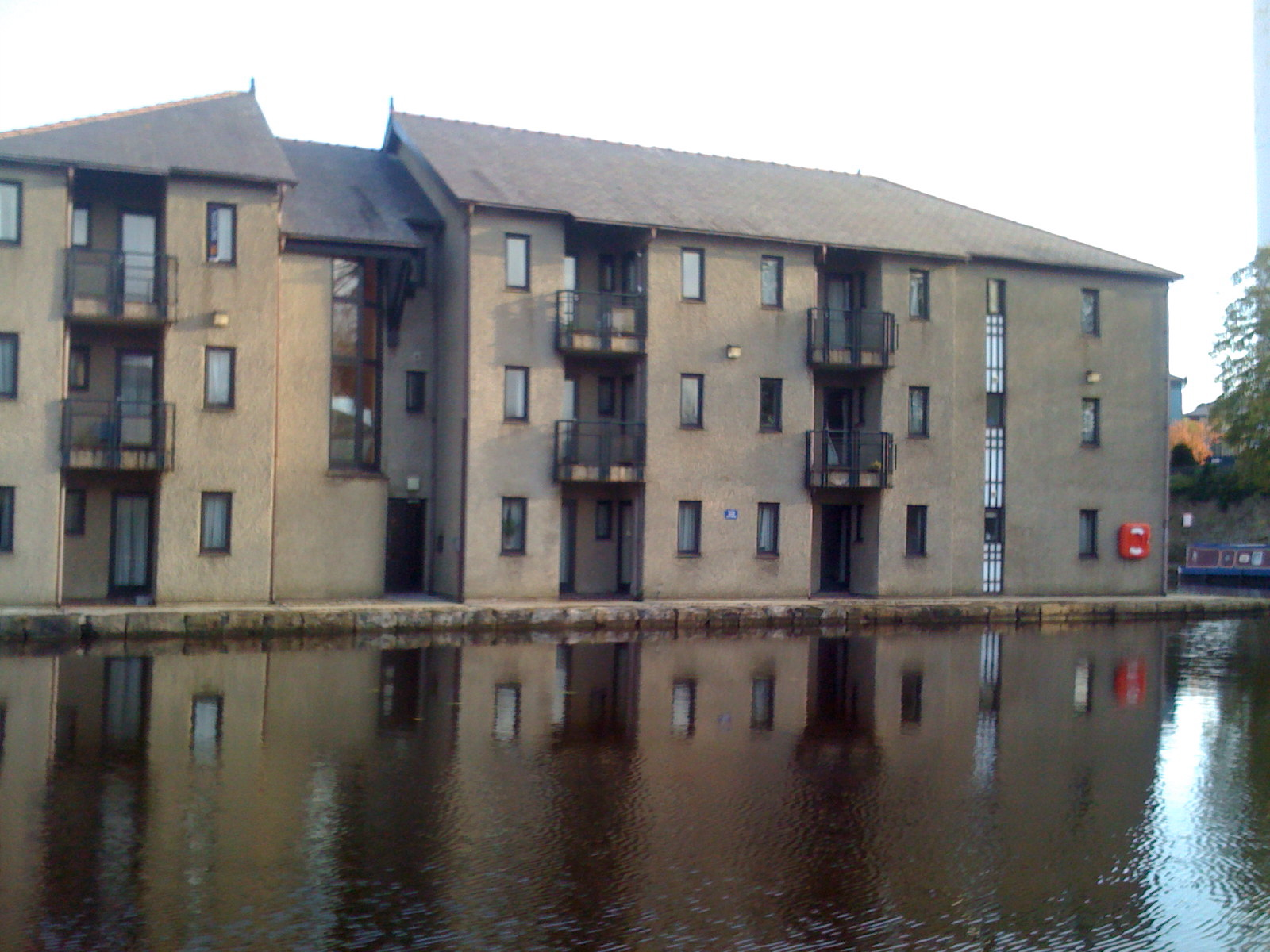